# Darkhan
Darkhan (en mongol:Дархан), ferreria) és la tercera ciutat més poblada de Mongòlia i la capital de l'aimag o província de Darkhan-Uul. L'any 2007 tenia 74.300 habitants).

## Clima
Darkhan té un clima continental, la temperatura mitjana de gener és de -23,6 °C i la de juliol de +19,3. La precipitació anual és de 330,7.

## Història
La ciutat va ser construïda el 1961 sota l'assistència econòmica de la Unió Soviètica.Com el seu nom de ferreria implica la ciutat va ser concebuda com un centre industrial. Actualment la ciutat segueix essent un centre industrial i hostatja el 82% de la població de la seva província. Com en la majoria dels centres urbans de Mongòlia un 86% de la seva població viu en apartaments i la resta en iurtes tradicionals als afores de la ciutat. La ciutat és prop de la frontera russa i hi ha un alt percentatge de russos.

## Cultura

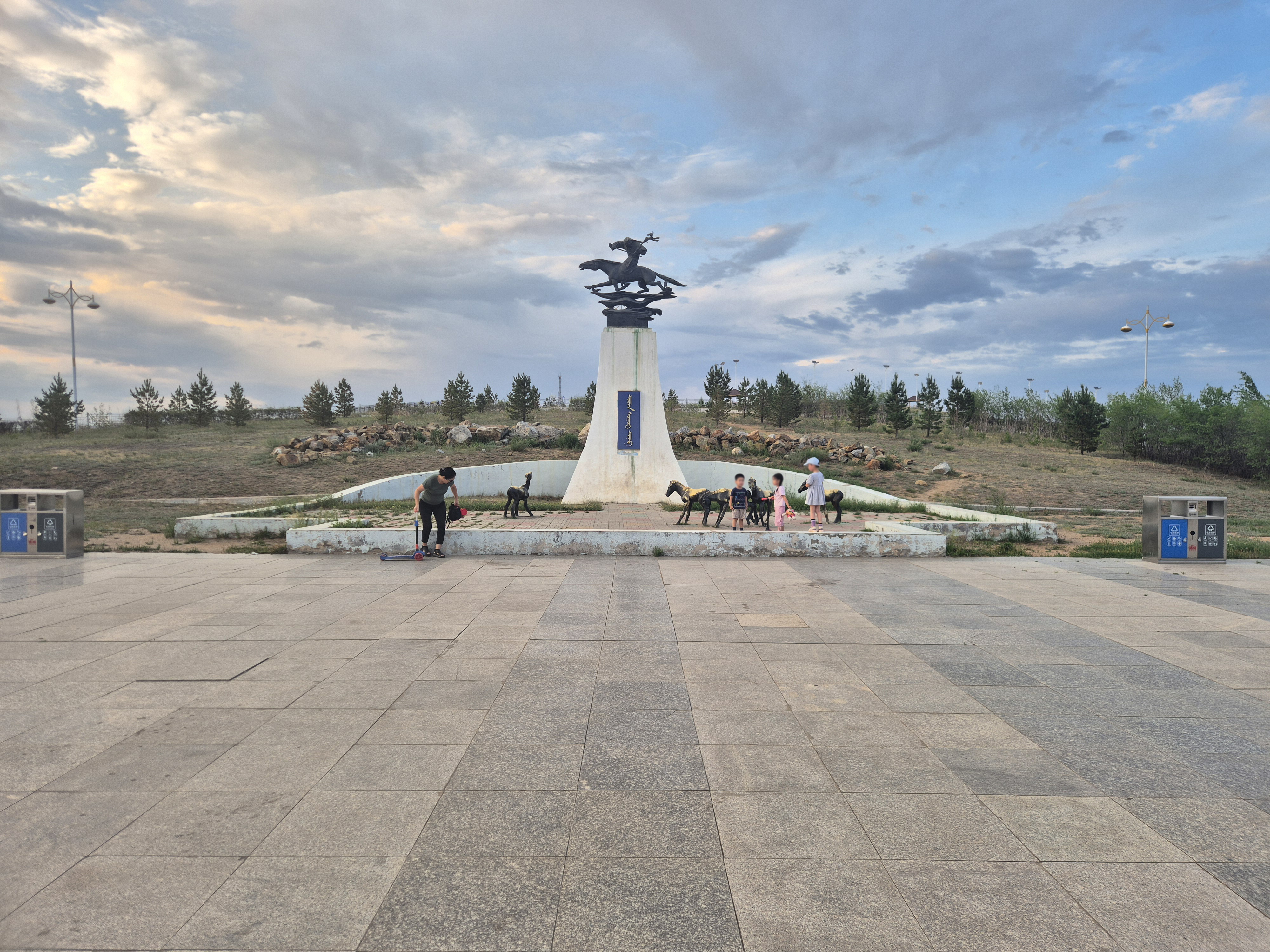
Monument a Morinkhuur

El monestir Kharagiin (budista) es troba a la ciutat antiga i ha tornat a ser actiu recentment.
Hi ha el museu de Darkhan-Uul d'art tradicional i arqueologia.